# Roger Myerson
Roger Bruce Myerson (Boston, 1951. március 29. –) amerikai közgazdász aki megosztva kapta a 2007-es Közgazdasági Nobel-emlékdíj-at Leonid Hurwicz-cal és Eric Maskinnal.

## Élete
Zsidó családban született. Jelenleg a Chicagoi Egyetemen a Glen A. Lloyd Distinguished Service Professor of Economics pozíciójában van. A Harvard Egyetemen szerezte meg az A.B. és az M.S. fokozatát 1973-ban alkalmazott matematikából majd 1976-ban a PhD fokozatát is elnyerte. 1976 és 2001 között a Northwestern University-nek a Kellogg School of Management részlegén volt a közgazdaságtan professzora.

## Könyvei
- Game Theory: Analysis of Conflict, Harvard University Press (1991)
- Probability Models for Economic Decisions, Duxbury Press (2005)